# Ennio De Giorgi
Ennio De Giorgi (* 8. Februar 1928 in Lecce; † 25. Oktober 1996 in Pisa) war ein einflussreicher italienischer Mathematiker. Er leistete entscheidende Beiträge auf dem Gebiet der Minimalflächen, der Variationsrechnung und partieller Differentialgleichungen. Er ist unter anderem bekannt für seine Beiträge zur Lösung von Hilberts 19. Problem.

## Leben und wissenschaftliches Werk
De Giorgi besuchte ab 1946 die Universität Rom, wo er zunächst ein Ingenieursstudium begann, dann aber zur Mathematik wechselte. 1950 erhielt er sein Diplom (Erwerb der Laurea) und wurde von Mauro Picone promoviert, dessen Assistent am Institut Castelnuovo er wurde. 1958 wurde er Professor für Analysis an der Universität Messina und 1959 an der Scuola Normale Superiore in Pisa. Bis zu seinem Tod war er in der Forschung aktiv. De Giorgi war sehr religiös. Er lehrte von 1966 bis 1973 einmal im Jahr einen Monat an der von Nonnen geleiteten University of Asmara in Eritrea. Zudem war er ein Verfechter der Menschenrechte und aktives Mitglied bei Amnesty International.
De Giorgi schreibt Picone einen großen Einfluss auf seinen akademischen Werdegang zu, den er als äußerst liberal im wissenschaftlichen Dialog aber respektvoll gegenüber den akademischen Gepflogenheiten seiner Zeit beschreibt. De Giorgi wird von seinen Schülern und Kollegen als fröhlicher und offener Mensch beschrieben, der sich intensiv um seine Studenten bemühte. Er hatte erheblichen Einfluss auf die italienische Mathematik. Zu seinen Schülern gehören Giovanni Alberti, Luigi Ambrosio, Andréa Braides, Giuseppe Buttazzo, Gianni Dal Maso und Paolo Marcellini.
De Giorgis frühe Arbeiten beschäftigten sich vor allem mit der geometrischen Maßtheorie. Bereits während seines Studiums hört er Vorlesungen über dieses Gebiet bei Renato Caccioppoli. Zu seinen wichtigsten Leistungen gehören die präzise Definition des Randes von Borel-Mengen und seine Arbeiten über Minimalflächen (teilweise in Zusammenarbeit mit Enrico Bombieri). Er bewies 1960 die Regularität dieser Flächen in einer großen Klasse von Fällen. Zu seinen herausragendsten Leistungen zählt sein Beitrag zur vollständigen Lösung des Bernstein-Problems. Sergei Natanowitsch Bernstein hatte um 1914 gezeigt, dass im euklidischen Raum von zwei Dimensionen {\displaystyle d} eine vollständige Minimalfläche (Graph einer Funktion {\displaystyle f\colon \mathbb {R} ^{2}\to \mathbb {R} }) eine Hyperfläche (affine Funktion {\displaystyle f(x)=nx+m}) ist. Das Problem, ob der Satz auch für höhere Dimensionen gilt, war als Bernstein-Problem der Differentialgeometrie bekannt (Wendell Fleming). De Giorgi bewies, dass der Satz auch für {\displaystyle f\colon \mathbb {R} ^{d}\to \mathbb {R} } und d=3 gilt und Frederick Almgren für d=4. James Simons erweiterte den Satz 1968 auf alle Dimensionen {\displaystyle d\leq 7}. 1969 zeigten dann De Giorgi, Bombieri und Enrico Giusti, dass diese Aussage für alle Raumdimensionen {\displaystyle d\geq 8} falsch ist (das Gegenbeispiel, der Simons-Kegel, hatte schon James Simons geliefert).
1955 gab De Giorgi das erste Beispiel für Nicht-Eindeutigkeit des Anfangswertproblems für lineare parabolische partielle Differentialgleichungen mit regulären Koeffizienten.
De Giorgi trug 1957 wesentlich zur Lösung des 19. Hilbertproblems – die Frage der Analytizität von Minimierern in der Variationsrechnung – bei, wie sie beispielsweise in der Variation der Wirkungsfunktion in der Physik auftreten (Variation eines Mehrfachintegrals einer analytischen Funktion mit einer Konvexitätsbedingung für die Funktion). De Giorgi bewies die Analytizität (Stetigkeit und Differenzierbarkeit der Lösungen) unabhängig und etwa gleichzeitig mit John Nash. Dazu bewies er die folgende Aussage: Jede Lösung einer elliptischen Differentialgleichung zweiter Ordnung mit beschränkten Koeffizienten ist Hölder-stetig. Gemeinsam mit Lamberto Cattabriga bewies er 1971 die Existenz von analytischen Lösungen elliptischer partieller Differentialgleichungen mit konstanten Koeffizienten in zwei Dimensionen.
Einen wesentlichen Beitrag zur Variationsrechnung lieferte er 1973 mit der Einführung der Γ-Konvergenz, einem speziellen Konvergenzbegriff für Funktionale. Dieser findet eine große Zahl von Anwendungen bei Problemen, wie z. B. der Dimensionsreduktion oder dem Übergang von diskreten (Atom-) zu kontinuierlichen Modellen in der Physik.
Gemeinsam mit Ferruccio Colombini und Sergio Spagnolo zeigte er 1978/79 die Existenz von Lösungen für hyperbolische partieller Differentialgleichungen mit analytischen Koeffizienten und gab ein Beispiel für die Nichtexistenz einer Lösung bei nicht-analytischen Koeffizienten an.
In den 1980er Jahren beschäftigte sich De Giorgi vermehrt mit den Anwendungen der geometrischen Maßtheorie. Er führte den Raum der {\displaystyle SBV} Funktionen ein, der speziellen Funktionen von beschränkter Variation und bewies in Zusammenarbeit mit Michele Carriero und Antonio Leaci die Existenz von schwachen Lösungen des Mumford-Shah-Funktionals im Raum {\displaystyle SBV}. Dieses Funktional – eingeführt durch David Mumford und Jayant Shah – ist von erheblicher Bedeutung in der Theorie der Bildverarbeitung.

## Auszeichnungen
- 1969 Premio Caccioppoli
- 1973 Italienischer Staatspreis der Accademia dei Lincei
- 1990 Wolf-Preis

Zudem erhielt De Giorgi Ehrendoktorate der Sorbonne (1983) und der Universität Lecce. Er war Mitglied der Accademia dei Lincei, der päpstlichen, Turiner und lombardischen Akademie, der Académie des sciences und der National Academy of Sciences (USA, seit 1995).
1966 war er Invited Speaker auf dem Internationalen Mathematikerkongress in Moskau (Hypersurfaces of minimal measure in pluridimensional euclidean spaces) und 1983 in Warschau (G-operators and Gamma-convergence).

## Bedeutende Schriften
De Giorgi verfasste 149 Arbeiten, von denen der überwiegende Teil auf Italienisch veröffentlicht wurde.
- Un teorema di unicità per il problema di Cauchy, relativo ad equazioni differenziali lineari a derivate parziali di tipo parabolico. Ann. Mat. Pura Appl. (4) 40, 371-377, 1955.
- Un esempio di non unicità della soluzione di un problema di Cauchy, relativo ad un'equazione differenziale lineare di tipo parabolico. Rend. Mat. e Appl. (5) 14, 382-387, 1955.
- Sull'analiticità delle estremali degli integrali multipli. Atti Accad. Naz. Lincei Rend. Cl. Sci. Fis. Mat. Natur. (8) 20, 438-441, 1956.
- Una estensione del teorema di Bernstein. Ann. Scuola Norm. Sup. Pisa (3) 19, 79-85, 1965.
- mit E. Bombieri und E. Giusti: Minimal cones and the Bernstein problem. Invent. Math. 7, 243-268, 1969,
- mit L. Cattabriga: Una dimonstratzione diretta dell esistenza di soluzione analitiche nel piano reale di equazioni a derivate partiali a coefficienti constanti, Boll. Un. Mat. Ital., Band 4, 1971, 1015-1027
- mit S. Spagnolo: Sulla convergenza degli integrali dell'energia per operatori ellittici del secondo ordine. Boll. Un. Mat. Ital. (4) 8, 391-411, 1973.
- mit T. Franzoni: Su un tipo di convergenza variazionale. Atti Accad. Naz. Lincei Rend. Cl. Sci. Fis. Mat. Natur. (8) 58, 842-850, 1975.
- Gamma-convergenza e G-convergenza. Boll. Un. Mat. Ital. (5) 14-A, 213-220, 1977.
- mit F. Colombini und S. Spagnolo: Existence et unicité des solutions des équations hyperboliques du second ordre à coefficients ne dépendant que du temps. C. R. Acad. Sci. Paris Sér. A 286, 1045-1048, 1978.
- mit F. Colombini und S. Spagnolo: Sur les équations hyperboliques avec des coefficients qui ne dépendent que du temps. Ann. Scuola Norm. Sup. Pisa Cl. Sci. (4) 6, 511-559, 1979.
- mit M. Carriero und A. Leaci: Existence theorem for a minimum problem with free discontinuity set. Arch. Rational Mech. Anal. 108, 195-218, 1989.

Aufsatzsammlungen
- De Giorgi: Selected Papers. Springer-Verlag 2006.